# Hungry Again
Hungry Again es el trigesimocuarto álbum de estudio de Dolly Parton, que publicó en mayo de 1998. 
Con este álbum Dolly intentó darle "una vuelta de tuerca" a su carrera musical,que en aquel entonces se encontraba un tanto estancada.
Pese a que los videos que acompañaron el lanzamientos de sus sencillos "Honky Tonk Songs" y "The Salt in My Tears" fueron muy elogiados,las ventas del álbum no fueron nada buenas.

## Canciones
1. Hungry Again - 3:20
2. The Salt In My Tears - 3:50
3. Honky Tonk Songs - 4:30
4. Blue Valley Songbird - 4:20
5. I Wanna Go Back There - 3:04
6. When Jesus Comes Calling For Me - 2:47
7. I Still Lost You - 3:34
8. Time and Tears - 2:55
9. I'll Never Say Goodbye - 3:11
10. The Camel's Heart - 3:17
11. Paradise Road - 3:11
12. Shine On - 4:00

## Listas de popularidad
| Chart (1998)             | Máxima Posición |
| ------------------------ | --------------- |
| The Billboard 200 (U.S.) | 167             |
| U.S. Top Country Albums  | 23              |
| U.K. Top Country Albums  | 3               |